# Xyeloidea
Xyeloidea trata-se de uma subdivisão (superfamília) de vespas basais (agrupadas informalmente em "Symphyta") dentro da ordem de insetos Hymenoptera, atualmente contando com apenas uma única família: Xyelidae. Trata-se de um grupo relativamente pequeno de vespas, com cerca de 80 espécies distribuídas por cinco gêneros. Não há nenhuma espécie registrada para o Brasil.
Considerada como a linhagem irmã de toda a ordem Hymenoptera vivente, tendo incluindo no passado os ancestrais de todos insetos himenópteros, interpretação sob a qual o grupo carrega o nome de Archihymenoptera, em oposição ao táxon formado por todas demais superfamílias, Neohymenoptera. Tratam-se de vespas bem representadas no registro fóssil, principalmente de espécimes do período Triássico coletados da Austrália